# World Press
World Press est une agence de presse, créée par Georges Troisfontaines, spécialisée dans la diffusion de bandes dessinées, notamment pour différents journaux, dont le périodique de bande dessinée Spirou et Le Moustique.
Cette agence est à l'origine de plusieurs séries de bandes dessinées, dont:
- Buck Danny
- Les Belles Histoires de l'Oncle Paul